# 奥尔德布鲁克
奥尔德布鲁克（Oldebroek）是荷蘭的一個市镇，位於海爾德蘭省。2017年，奥尔德布鲁克有人口23,435人。

## 外部連結
- 维基共享资源上的相關多媒體資源：奥尔德布鲁克
- Official Website （页面存档备份，存于）